# Campionati mondiali di maxibasket
Il campionato mondiale di maxibasket (ufficialmente in inglese FIMBA World Maxibasketball Championship) è una competizione cestistica con cadenza biennale, riservata alle squadre nazionali maschili e femminili ed organizzata dalla FIMBA. La manifestazione assegna il titolo di campione del mondo nelle varie categorie, dall'Over-30 all'Over-80.

## Edizioni e albi d'oro
| Anno | Luogo                      |           | Categoria              | Oro             | Argento             | Bronzo |
| ---- | -------------------------- | --------- | ---------------------- | --------------- | ------------------- | ------ |
| 1991 | Argentina Buenos Aires     | Over-40/F | Estonia                | Argentina       | Argentina           |        |
| 1991 | Argentina Buenos Aires     | Over-30/F | Argentina              | Argentina       | -                   |        |
| 1991 | Argentina Buenos Aires     | Over-60/M | Stati Uniti            | Brasile         | Argentina           |        |
| 1991 | Argentina Buenos Aires     | Over-50/M | Brasile                | Finlandia       | Argentina           |        |
| 1991 | Argentina Buenos Aires     | Over-45/M | Argentina              | Estonia         | Finlandia           |        |
| 1991 | Argentina Buenos Aires     | Over-40/M | Russia                 | Argentina       | Brasile             |        |
| 1991 | Argentina Buenos Aires     | Over-35/M | Brasile                | Stati Uniti     | Uruguay             |        |
| 1993 | Stati Uniti Las Vegas      | Over-55/M | Stati Uniti            | Argentina       | Cile                |        |
| 1993 | Stati Uniti Las Vegas      | Over-50/M | Stati Uniti            | Lettonia        | Argentina           |        |
| 1993 | Stati Uniti Las Vegas      | Over-45/M | Argentina              | Argentina       | Uruguay             |        |
| 1993 | Stati Uniti Las Vegas      | Over-40/M | Perù                   | Lettonia        | Costa Rica          |        |
| 1993 | Stati Uniti Las Vegas      | Over-35/M | Stati Uniti            | Stati Uniti     | Uruguay             |        |
| 1995 | Costa Rica San Jose        | Over-60/M | Brasile                | Cile            | -                   |        |
| 1995 | Costa Rica San Jose        | Over-55/M | Uruguay                | Brasile         | Stati Uniti         |        |
| 1995 | Costa Rica San Jose        | Over-50/M | Stati Uniti            | Lituania        | Lettonia            |        |
| 1995 | Costa Rica San Jose        | Over-45/M | Uruguay                | Costa Rica      | Cile                |        |
| 1995 | Costa Rica San Jose        | Over-40/M | Brasile                | Costa Rica      | Perù                |        |
| 1995 | Costa Rica San Jose        | Over-35/M | Stati Uniti            | Costa Rica      | Uruguay             |        |
| 1997 | Finlandia Helsinki         | Over-50/F | Estonia                | Germania        | Finlandia           |        |
| 1997 | Finlandia Helsinki         | Over-45/F | Finlandia              | -               | -                   |        |
| 1997 | Finlandia Helsinki         | Over-40/F | Lettonia               | Finlandia       | Guatemala           |        |
| 1997 | Finlandia Helsinki         | Over-35/F | Russia                 | Finlandia       | Lettonia            |        |
| 1997 | Finlandia Helsinki         | Over-30/F | Russia                 | Finlandia       | -                   |        |
| 1997 | Finlandia Helsinki         | Over-65/M | Stati Uniti            | Finlandia       | Brasile             |        |
| 1997 | Finlandia Helsinki         | Over-60/M | Stati Uniti            | Lettonia        | Brasile             |        |
| 1997 | Finlandia Helsinki         | Over-55/M | Lettonia               | Brasile         | Estonia             |        |
| 1997 | Finlandia Helsinki         | Over-50/M | Lituania               | Canada          | Russia              |        |
| 1997 | Finlandia Helsinki         | Over-45/M | Brasile                | Finlandia       | Lettonia            |        |
| 1997 | Finlandia Helsinki         | Over-40/M | Svezia                 | Russia          | Stati Uniti         |        |
| 1997 | Finlandia Helsinki         | Over-35/M | Stati Uniti            | Finlandia       | Svezia              |        |
| 1999 | Uruguay Montevideo         | Over-50/F | Lettonia               | Germania        | Argentina           |        |
| 1999 | Uruguay Montevideo         | Over-40/F | Lituania               | Guatemala       | Finlandia           |        |
| 1999 | Uruguay Montevideo         | Over-35/F | Argentina              | Honduras        | Uruguay             |        |
| 1999 | Uruguay Montevideo         | Over-30/F | Slovenia               | Argentina       | Argentina           |        |
| 1999 | Uruguay Montevideo         | Over-65/M | Stati Uniti            | Brasile         | Germania            |        |
| 1999 | Uruguay Montevideo         | Over-60/M | Uruguay                | Lettonia        | Cile                |        |
| 1999 | Uruguay Montevideo         | Over-55/M | Lettonia               | Stati Uniti     | Brasile             |        |
| 1999 | Uruguay Montevideo         | Over-50/M | Lituania               | Brasile         | Slovenia            |        |
| 1999 | Uruguay Montevideo         | Over-45/M | Uruguay                | Slovenia        | Brasile             |        |
| 1999 | Uruguay Montevideo         | Over-40/M | Uruguay                | Slovenia        | Brasile             |        |
| 1999 | Uruguay Montevideo         | Over-35/M | Brasile                | Uruguay         | Stati Uniti         |        |
| 2001 | Slovenia Lubiana           | Over-50/F | Lettonia               | Slovenia        | Germania            |        |
| 2001 | Slovenia Lubiana           | Over-45/F | Lituania               | Slovenia        | -                   |        |
| 2001 | Slovenia Lubiana           | Over-40/F | Estonia                | Slovenia        | Finlandia           |        |
| 2001 | Slovenia Lubiana           | Over-35/F | Lituania               | Croazia         | Slovenia            |        |
| 2001 | Slovenia Lubiana           | Over-30/F | Slovenia               | Croazia         | Argentina           |        |
| 2001 | Slovenia Lubiana           | Over-65/M | Stati Uniti            | Russia          | Finlandia           |        |
| 2001 | Slovenia Lubiana           | Over-60/M | Stati Uniti            | Brasile         | Finlandia           |        |
| 2001 | Slovenia Lubiana           | Over-55/M | Stati Uniti            | Lituania        | Lettonia            |        |
| 2001 | Slovenia Lubiana           | Over-50/M | Slovenia               | Lituania        | Brasile             |        |
| 2001 | Slovenia Lubiana           | Over-45/M | Brasile                | Estonia         | Slovenia            |        |
| 2001 | Slovenia Lubiana           | Over-40/M | Slovenia               | Finlandia       | Slovenia            |        |
| 2001 | Slovenia Lubiana           | Over-35/M | Russia                 | Slovenia        | Russia              |        |
| 2003 | Stati Uniti Orlando        | Over-50/F | Russia                 | Finlandia       | -                   |        |
| 2003 | Stati Uniti Orlando        | Over-45/F | Lituania               | Lettonia        | Macedonia           |        |
| 2003 | Stati Uniti Orlando        | Over-40/F | Russia                 | Estonia         | Argentina           |        |
| 2003 | Stati Uniti Orlando        | Over-35/F | Brasile                | Slovenia        | Finlandia           |        |
| 2003 | Stati Uniti Orlando        | Over-30/F | Slovenia               | Argentina       | Croazia             |        |
| 2003 | Stati Uniti Orlando        | Over-65/M | Stati Uniti            | Lettonia        | Brasile             |        |
| 2003 | Stati Uniti Orlando        | Over-60/M | Lettonia               | Brasile         | Stati Uniti         |        |
| 2003 | Stati Uniti Orlando        | Over-55/M | Stati Uniti            | Slovenia        | Cile                |        |
| 2003 | Stati Uniti Orlando        | Over-50/M | Brasile                | Russia          | Brasile             |        |
| 2003 | Stati Uniti Orlando        | Over-45/M | Porto Rico             | Brasile         | Russia              |        |
| 2003 | Stati Uniti Orlando        | Over-40/M | Brasile                | Slovenia        | Brasile             |        |
| 2003 | Stati Uniti Orlando        | Over-35/M | Brasile                | Russia          | Brasile             |        |
| 2005 | Nuova Zelanda Christchurch | Over-45/F | Rep. Ceca              | Macedonia       | Finlandia           |        |
| 2005 | Nuova Zelanda Christchurch | Over-40/F | Polonia                | Slovenia        | Guatemala           |        |
| 2005 | Nuova Zelanda Christchurch | Over-35/F | Finlandia              | Brasile         | Porto Rico          |        |
| 2005 | Nuova Zelanda Christchurch | Over-30/F | Slovenia               | Nuova Zelanda   | -                   |        |
| 2005 | Nuova Zelanda Christchurch | Over-65/M | Stati Uniti            | Finlandia       | Brasile             |        |
| 2005 | Nuova Zelanda Christchurch | Over-60/M | Stati Uniti            | Brasile         | Lituania            |        |
| 2005 | Nuova Zelanda Christchurch | Over-55/M | Moldavia               | Brasile         | Slovenia            |        |
| 2005 | Nuova Zelanda Christchurch | Over-50/M | Russia                 | Brasile         | Russia              |        |
| 2005 | Nuova Zelanda Christchurch | Over-45/M | Brasile                | Porto Rico      | Finlandia           |        |
| 2005 | Nuova Zelanda Christchurch | Over-40/M | Polonia                | Italia          | Stati Uniti         |        |
| 2005 | Nuova Zelanda Christchurch | Over-35/M | Russia                 | Croazia         | Slovenia            |        |
| 2007 | Porto Rico San Juan        | Over-50/F | Lituania               | Russia          | Lettonia            |        |
| 2007 | Porto Rico San Juan        | Over-45/F | Russia                 | Lituania        | Brasile             |        |
| 2007 | Porto Rico San Juan        | Over-40/F | Russia                 | Finlandia       | Estonia             |        |
| 2007 | Porto Rico San Juan        | Over-35/F | Lituania               | Brasile         | Lituania            |        |
| 2007 | Porto Rico San Juan        | Over-30/F | Rep. Dominicana        | Porto Rico      | Slovenia            |        |
| 2007 | Porto Rico San Juan        | Over-70/M | Stati Uniti            | Cile            | Stati Uniti         |        |
| 2007 | Porto Rico San Juan        | Over-65/M | Stati Uniti            | Argentina       | Cile                |        |
| 2007 | Porto Rico San Juan        | Over-60/M | Stati Uniti            | Lettonia        | Cile                |        |
| 2007 | Porto Rico San Juan        | Over-55/M | Moldavia               | Brasile         | Lituania            |        |
| 2007 | Porto Rico San Juan        | Over-50/M | Porto Rico             | Rep. Dominicana | Lituania            |        |
| 2007 | Porto Rico San Juan        | Over-45/M | Brasile                | Lituania        | Russia              |        |
| 2007 | Porto Rico San Juan        | Over-40/M | Russia                 | Brasile         | Porto Rico          |        |
| 2007 | Porto Rico San Juan        | Over-35/M | Brasile                | Porto Rico      | Porto Rico          |        |
| 2007 | Porto Rico San Juan        | Over-30/M | Slovenia               | Porto Rico      | Porto Rico          |        |
| 2009 | Rep. Ceca Praga            | Over-50/F | Lettonia               | Lituania        | Germania            |        |
| 2009 | Rep. Ceca Praga            | Over-45/F | Russia                 | Rep. Ceca       | Slovenia            |        |
| 2009 | Rep. Ceca Praga            | Over-40/F | Russia                 | Rep. Ceca       | Polonia             |        |
| 2009 | Rep. Ceca Praga            | Over-35/F | Russia                 | Rep. Ceca       | Finlandia           |        |
| 2009 | Rep. Ceca Praga            | Over-30/F | Rep. Ceca              | Croazia         | Rep. Ceca           |        |
| 2009 | Rep. Ceca Praga            | Over-70/M | Stati Uniti            | Russia          | Uruguay             |        |
| 2009 | Rep. Ceca Praga            | Over-65/M | Stati Uniti            | Brasile         | Lituania            |        |
| 2009 | Rep. Ceca Praga            | Over-60/M | Stati Uniti            | Germania        | Lituania            |        |
| 2009 | Rep. Ceca Praga            | Over-55/M | Russia                 | Moldavia        | Rep. Ceca           |        |
| 2009 | Rep. Ceca Praga            | Over-50/M | Stati Uniti            | Polonia         | Lituania            |        |
| 2009 | Rep. Ceca Praga            | Over-45/M | Italia                 | Slovenia        | Rep. Dominicana     |        |
| 2009 | Rep. Ceca Praga            | Over-40/M | Polonia                | Rep. Ceca       | Russia              |        |
| 2009 | Rep. Ceca Praga            | Over-35/M | Brasile                | Russia          | Montenegro          |        |
| 2009 | Rep. Ceca Praga            | Over-30/M | Russia                 | Slovenia        | -                   |        |
| 2011 | Brasile Natal              | Over-60/F | Brasile                | -               | -                   |        |
| 2011 | Brasile Natal              | Over-55/F | Brasile                | Estonia         | Argentina           |        |
| 2011 | Brasile Natal              | Over-50/F | Lituania               | Brasile         | Lettonia            |        |
| 2011 | Brasile Natal              | Over-45/F | Russia                 | Germania        | Estonia             |        |
| 2011 | Brasile Natal              | Over-40/F | Lituania               | Brasile         | Estonia             |        |
| 2011 | Brasile Natal              | Over-35/F | Brasile                | Lituania        | Argentina           |        |
| 2011 | Brasile Natal              | Over-30/F | Brasile                | Argentina       | Brasile             |        |
| 2011 | Brasile Natal              | Over-75/M | Stati Uniti            | Brasile         | -                   |        |
| 2011 | Brasile Natal              | Over-70/M | Stati Uniti            | Brasile         | Argentina           |        |
| 2011 | Brasile Natal              | Over-65/M | Lituania               | Uruguay         | Brasile             |        |
| 2011 | Brasile Natal              | Over-60/M | Russia                 | Brasile         | Uruguay             |        |
| 2011 | Brasile Natal              | Over-55/M | Lituania               | Russia          | Rep. Dominicana     |        |
| 2011 | Brasile Natal              | Over-50/M | Brasile                | Italia          | Stati Uniti         |        |
| 2011 | Brasile Natal              | Over-45/M | Italia                 | Brasile         | Lituania            |        |
| 2011 | Brasile Natal              | Over-40/M | Brasile                | Italia          | Lituania            |        |
| 2011 | Brasile Natal              | Over-35/M | Argentina              | Brasile         | Estonia             |        |
| 2011 | Brasile Natal              | Over-30/M | Brasile                | -               | -                   |        |
| 2013 | Grecia Salonicco           | Over-55/F | Lettonia               | Germania        | Slovenia            |        |
| 2013 | Grecia Salonicco           | Over-50/F | Russia                 | Polonia         | Estonia             |        |
| 2013 | Grecia Salonicco           | Over-45/F | Germania               | Russia          | Brasile             |        |
| 2013 | Grecia Salonicco           | Over-40/F | Lituania               | Ucraina         | Grecia              |        |
| 2013 | Grecia Salonicco           | Over-35/F | Ucraina                | Turchia         | Russia              |        |
| 2013 | Grecia Salonicco           | Over-30/F | Brasile                | Lituania        | Germania            |        |
| 2013 | Grecia Salonicco           | Over-75/M | Brasile                | Russia          | Cile                |        |
| 2013 | Grecia Salonicco           | Over-70/M | Stati Uniti            | Brasile         | Russia              |        |
| 2013 | Grecia Salonicco           | Over-65/M | Ucraina                | Stati Uniti     | Brasile             |        |
| 2013 | Grecia Salonicco           | Over-60/M | Russia                 | Brasile         | Lituania            |        |
| 2013 | Grecia Salonicco           | Over-55/M | Germania               | Moldavia        | Slovenia            |        |
| 2013 | Grecia Salonicco           | Over-50/M | Italia                 | Slovenia        | Cile                |        |
| 2013 | Grecia Salonicco           | Over-45/M | Italia                 | Lituania        | Cile                |        |
| 2013 | Grecia Salonicco           | Over-40/M | Italia                 | Grecia          | Ucraina             |        |
| 2013 | Grecia Salonicco           | Over-35/M | Brasile                | Grecia          | Grecia              |        |
| 2015 | Stati Uniti Orlando        | Over-55/F | Germania               | Rep. Ceca       | Lettonia            |        |
| 2015 | Stati Uniti Orlando        | Over-50/F | Russia                 | Lettonia        | Estonia             |        |
| 2015 | Stati Uniti Orlando        | Over-45/F | Estonia                | Germania        | Colombia            |        |
| 2015 | Stati Uniti Orlando        | Over-40/F | Slovenia               | Colombia        | Lettonia            |        |
| 2015 | Stati Uniti Orlando        | Over-35/F | Rep. Ceca              | Colombia        | Croazia             |        |
| 2015 | Stati Uniti Orlando        | Over-30/F | Ucraina                | Cile            | Costa Rica          |        |
| 2015 | Stati Uniti Orlando        | Over-75/M | Stati Uniti            | Russia          | Brasile             |        |
| 2015 | Stati Uniti Orlando        | Over-70/M | Stati Uniti            | Russia          | Stati Uniti         |        |
| 2015 | Stati Uniti Orlando        | Over-65/M | Stati Uniti            | Brasile         | Germania            |        |
| 2015 | Stati Uniti Orlando        | Over-60/M | Stati Uniti            | Estonia         | Brasile             |        |
| 2015 | Stati Uniti Orlando        | Over-55/M | Rep. Dominicana        | Cile            | Stati Uniti         |        |
| 2015 | Stati Uniti Orlando        | Over-50/M | Stati Uniti            | Italia          | Croazia             |        |
| 2015 | Stati Uniti Orlando        | Over-45/M | Italia                 | Russia          | Colombia            |        |
| 2015 | Stati Uniti Orlando        | Over-40/M | Argentina              | Estonia         | Porto Rico          |        |
| 2015 | Stati Uniti Orlando        | Over-35/M | Russia                 | Lettonia        | Brasile             |        |
| 2015 | Stati Uniti Orlando        | Over-30/M | Estonia                | Brasile         | Uruguay             |        |
| 2017 | Italia Montecatini Terme   |           |                        |                 |                     |        |
| 2017 | Italia Montecatini Terme   | Over-60/F | Argentina              | Slovenia        | Finlandia o Brasile |        |
| 2017 | Italia Montecatini Terme   | Over-55/F | Estonia                | Polonia         | Germania            |        |
| 2017 | Italia Montecatini Terme   | Over-50/F | Lettonia               | Slovenia        | Finlandia           |        |
| 2017 | Italia Montecatini Terme   | Over-45/F | Ucraina                | Estonia         | Austria             |        |
| 2017 | Italia Montecatini Terme   | Over-40/F | Brasile                | Slovacchia      | Italia              |        |
| 2017 | Italia Montecatini Terme   | Over-35/F | Brasile                | Serbia          | Russia              |        |
| 2017 | Italia Montecatini Terme   | Over-30/F | Germania               | Cile            | Lituania            |        |
| 2017 | Italia Montecatini Terme   | Over-75/M | Stati Uniti o Lettonia | ?               | Brasile o Estonia   |        |
| 2017 | Italia Montecatini Terme   | Over-70/M | Cile o Stati Uniti     | ?               | Italia o Brasile    |        |
| 2017 | Italia Montecatini Terme   | Over-65/M | Stati Uniti            | Lituania        | Russia              |        |
| 2017 | Italia Montecatini Terme   | Over-60/M | Stati Uniti            | Italia          | Germania            |        |
| 2017 | Italia Montecatini Terme   | Over-55/M | Slovenia               | Italia          | Germania            |        |
| 2017 | Italia Montecatini Terme   | Over-50/M | Italia                 | Russia          | Serbia              |        |
| 2017 | Italia Montecatini Terme   | Over-45/M | Montenegro             | Serbia          | Rep. Ceca           |        |
| 2017 | Italia Montecatini Terme   | Over-40/M | Italia                 | Argentina       | Ucraina             |        |
| 2017 | Italia Montecatini Terme   | Over-35/M | Estonia                | Argentina       | Lituania            |        |
| 2019 | Finlandia Espoo            | Over-65/F | Messico                | -               | -                   |        |
| 2019 | Finlandia Espoo            | Over-60/F | Ungheria               | Germania        | Lettonia            |        |
| 2019 | Finlandia Espoo            | Over-55/F | Russia                 | Ucraina         | Perù                |        |
| 2019 | Finlandia Espoo            | Over-50/F | Germania               | Estonia         | Rep. Dominicana     |        |
| 2019 | Finlandia Espoo            | Over-45/F | Ucraina                | Polonia         | Finlandia           |        |
| 2019 | Finlandia Espoo            | Over-40/F | Russia                 | Finlandia       | Germania            |        |
| 2019 | Finlandia Espoo            | Over-35/F | Estonia                | Finlandia       | Stati Uniti         |        |
| 2019 | Finlandia Espoo            | Over-30/F | Finlandia              | Russia          | Estonia             |        |
| 2019 | Finlandia Espoo            | Over-80/M | Stati Uniti            | Russia          | Brasile             |        |
| 2019 | Finlandia Espoo            | Over-75/M | Stati Uniti            | Lettonia        | Stati Uniti         |        |
| 2019 | Finlandia Espoo            | Over-70/M | Stati Uniti            | Ucraina         | Russia              |        |
| 2019 | Finlandia Espoo            | Over-65/M | Stati Uniti            | Russia          | Finlandia           |        |
| 2019 | Finlandia Espoo            | Over-60/M | Stati Uniti            | Germania        | Stati Uniti         |        |
| 2019 | Finlandia Espoo            | Over-55/M | Italia                 | Finlandia       | Italia              |        |
| 2019 | Finlandia Espoo            | Over-50/M | Italia                 | Serbia          | Russia              |        |
| 2019 | Finlandia Espoo            | Over-45/M | Serbia                 | Lituania        | Germania            |        |
| 2019 | Finlandia Espoo            | Over-40/M | Italia                 | Finlandia       | Cile                |        |
| 2019 | Finlandia Espoo            | Over-35/M | Russia                 | Estonia         | Ucraina             |        |
| 2023 | Argentina Mar del Plata    |           |                        |                 |                     |        |

## Medagliere per nazioni
Dati aggiornati all'edizione 2019.
| Posiz. | Nazione     | Oro | Argento | Bronzo | Totale |
| ------ | ----------- | --- | ------- | ------ | ------ |
| 1      | Stati Uniti | 32  | 5       | 18     | 55     |
| 2      | Brasile     | 24  | 26      | 20     | 70     |
| 3      | Russia      | 22  | 14      | 9      | 45     |
| 4      | Lituania    | 13  | 9       | 9      | 31     |
| 5      | Lettonia    | 9   | 10      | 7      | 26     |